# كاذي شبه مخروطي
كاذي شبه مخروطي (الاسم العلمي:Pandanus conoideus) هو نوع من النباتات يتبع جنس الكاذي من الفصيلة الكاذية.